# Aglais parviguttata
Aglais parviguttata är en fjärilsart som beskrevs av Raynor 1909. Aglais parviguttata ingår i släktet Aglais och familjen praktfjärilar. Inga underarter finns listade i Catalogue of Life.